# Pippin (musical)
Pippin es un musical con música y letra de Stephen Schwartz y libreto de Roger O. Hirson. Bob Fosse, quien dirigió la producción original de Broadway, también contribuyó al libreto. El musical utiliza la premisa de una misteriosa banda, dirigida por el Líder de la Banda, para contar la historia de Pippin, un joven príncipe en su búsqueda del sentido de la vida.
El protagonista, Pippin, y su padre, Carlomagno, están basados en dos personajes de la Edad Media, aunque la trama presenta muy poca exactitud histórica con respecto a los personajes originales. El show fue financiado parcialmente por Motown Records. A partir de julio de 2011, Pippin es el musical en el puesto 31 de permanencia en Broadway. Pippin fue concebido originalmente por Stephen Schwartz como Pippin, Pippin, un musical de estudiantes realizado por el grupo de teatro Scotch'n'Soda de Carnegie Mellon.
De acuerdo con la académica de teatro musical Scott Miller en su libro de 1996, From Assassins to West Side Story:

Pippin es un musical en gran parte subestimado, y con mucha más sustancia de lo que mucha gente piensa... Debido a su estilo pop de los años 70 y a las producciones amateur ciertamente mutiladas, muy diferentes a la producción original de Broadway, el musical cuenta con la reputación de ser inofensivo e incluso travieso, pero hecho de la manera en que el director Bob Fosse lo imaginó, el espectáculo llega a ser oscuro, surrealista e inquietante.

Ben Vereen ganó un premio Tony por su interpretación del Líder de la Banda en la producción original de Broadway.

## Sinopsis

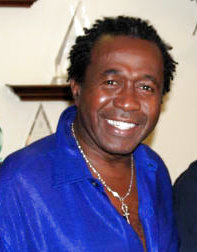
Ben Vereen es Leading Player.

La obra comienza con el Maestro de ceremonias y sus artistas vestidos con ropajes de distintos períodos, dado que ésta fue concebida como deliberadamente anacrónica. Al estilo de Bertolt Brecht, Hirson rompe la Cuarta pared, y el Líder y su troupe hablan directamente con el público. Invitan al público para que se sume a la historia de un príncipe joven en busca de algo que llene su vida («Hacer magia»). Revelan que el joven que ha de desempeñar el personaje de Pippin es un nuevo actor. Pippin le dice a los estudiosos de sus sueños para encontrar el lugar a donde pertenece («Corner of the Sky»), y felizmente aplauden a Pippin en su búsqueda ambiciosa de una vida extraordinaria. Luego, Pippin vuelve al castillo de Carlomagno (King Charles), su padre. Carlos y Pippin no tienen oportunidad de comunicarse bien, ya que son interrumpidos por los nobles, soldados y cortesanos que compiten por la atención de Charles («Bienvenido a casa»), además, Carlos se siente claramente incómodo hablando con su hijo, y le es difícil expresar cualquier emoción. Pippin también se encuentra con su madrastra Fastrada, y su estúpido hijo Lewis. Charles y Lewis está pensando en ir a la batalla contra los Visigoths pronto, y Pippin le plantea a Charles acompañarlo a fin de demostrar su valía. Charles de mala gana acepta y procede a explicar un plan de batalla a sus hombres («La guerra es una ciencia»).
Una vez en la batalla, el maestro de ceremonias vuelve a entrar para liderar la compañía en un simulacro de batalla usando sombreros de copa, bastones y fantasía de jazz como para glorificar la guerra y la violencia («Gloria»). El Famoso «Trio Manson» de Fosse es realizada por el Líder y sus dos bailarines de plomo en el medio de este número. Esta farsa de la guerra no le gusta a Pippin, y el muchacho huye hacia el campo. El Maestro de Ceremonias le cuenta al público de los viajes de Pippin a través del país, hasta que se detiene en la casa de exilio de la abuela («Simples Placeres»). Allí, Berthe (su abuela, y la madre de Carlos, exiliada por Fastrada) le dice a Pippin que no debe ser tan serio y debe vivir un poco («No Time At All»). Ella canta: «Oh, es hora de empezar a vivir. Es hora de tomar un poco de este mundo que se nos da. Es hora de tomar el tiempo, porque la primavera se volverá otoño en poco tiempo». Pippin toma este consejo y decide buscar algo un poco más alegre («With You»). Si bien en un principio goza de estos encuentros sexuales sin sentido, pronto descubre que las relaciones sin amor te deja «vacío e insatisfecho».
El Maestro de Ceremonias le dice a Pippin que tal vez debería combatir la tiranía, y utiliza a Carlos como un ejemplo perfecto de un tirano ignorante para luchar. Pippin planea una revolución, y Fastrada está encantada de escuchar esto, ya que Carlos y Pippin podrían perecer, y su amado hijo Lewis puede llegar a ser rey. Fastrada organiza el asesinato de Carlos, y Pippin cae víctima de esto («Corre un poco de sol»). Mientras Charles está orando en Arlés, Pippin asesina a su padre y se convierte en el nuevo rey («Mañana Brillante»). Sin embargo, después de las peticiones de las masas, Pippin se da cuenta de que ni él ni su padre pudo cambiar la sociedad y tenían que actuar como tiranos. Le ruega al Maestro de Ceremonias para traer a su padre de vuelta a la vida, y eso mismo hace. En este punto de la producción con licencia actual, el Líder luego introduce Pippin al final.
Pippin se quedó sin dirección hasta que el Líder le inspira («En el Camino Correcto»). Después de experimentar con el arte y la religión, cae en la desesperación monumental y se desploma en el suelo. Catalina lo encuentra en la calle, y es atraído por el arco de su pie («Y allí estaba él») y Pippin cuando vuelve en sí, ella se presenta («Ese tipo de Mujer»), una viuda con un niño pequeño, Theo. Desde el principio, es claro que el Maestro de Ceremonias se preocupa por la atracción real de Catherine hacia Pippin después de todo, ella no es más que una actriz que interpreta un papel en su escondido plan. En un primer momento, Pippin se siente demasiado para realizar esas aburridas tareas como la reparación, el barrer, y el ordeñar vacas («extraordinario»), pero al final consuela a Theo en la enfermedad y la muerte eventual de su mascota («Oración de un pato») y se acerca más a la amorosa Catherine («Love Song»). Sin embargo, conforme pasa el tiempo, Pippin siente que debe abandonar la finca para continuar la búsqueda de su propósito. Catalina tiene el corazón roto, y reflexiona sobre él (sin importarle el Maestro de ceremonia quien intenta detenerla) («Creo que voy a extrañar al hombre»).
Completamente solo en un escenario, Pippin está rodeado por el Maestro y los miembros de la Compañía. Todos ellos sugieren que Pippin complete el acto más perfecto jamás hecho: el Final. Le piden a Pippin a saltar en una caja de fuego, dejarse incendiar y «ser uno con la llama». Pippin se resiste al principio, pero poco a poco pierde resistencia («Finale»). Él es detenido por sus instintos naturales y también por la actriz que interpreta a Catherine. Catherine y su hijo Theo se ponen del lado de Pippin y desafían el guion, al Maestro de Ceremonias, y Fastrada. Pippin llega a la conclusión de que la casa de la Catherine era el único lugar donde él estaba realmente feliz («Espectáculos de Magia y milagros»). Después de haber experimentado cada posibilidad, se siente humillado, y se da cuenta de que tal vez el camino más satisfactorio de todo es una vida modesta y corriente. Llega a la conclusión de que, mientras que «sentar cabeza» puede a veces ser mundano y aburrido, «si [él] nunca se ata a nada, [él] nunca será libre». El Maestro de Ceremonias se enfurece y llama a la compañía que empaquen las cosas para marcharse y dejar a Pippin, Catherine y su hijo solos en un escenario vacío, oscuro y silencioso: «trata de cantar sin música, cariño!» Pippin se da cuenta de que ha renunciado a su propósito extraordinario para la vida más simple y ordinaria, pero sobre todo que finalmente es un hombre feliz. Bueno, tal vez. Cuando Catalina le pregunta si se siente como se siente, él responde «atrapado, pero feliz».

### Final alternativo
La puesta en escena actual de Pippin tiene un final ligeramente diferente. Después de que la compañía lanza sus guantes a Pippin, y asevera su contento con una vida sencilla con Catherine, Theo se mantiene en el escenario, coge un guante y canta una estrofa de «Corner of the Sky», después de que el Maestro de Ceremonias y la Compañía vuelven al escenario. El Maestro da su mano a Theo. Pippin y Catherine, vuelven y miran con miedo, sin poder hacer nada. La luz se hace más brillante en Theo y, presumiblemente, el ciclo continúa. Las actuales producciones varían entre los dos posibles finales, aunque Schwartz mismo ha expresado su preferencia por el final más reciente.

## Canciones
Aunque Pippin está escrito para ser realizado en un acto y su único arco de estructura no se adaptan fácilmente a un intermedio, muchas actuaciones se dividen en dos actos. En la versión en dos actos autorizados en la actualidad por Musical Internacional de Teatro, el descanso viene después de «Morning Glow», con un primer acto final - una versión abreviada de «Magic to Do» —ha introducido después de la resurrección de Carlos. Al igual que con el nuevo final, el intermedio se puede añadir a la discreción del director sin permiso adicional requerida.

## Producciones
Broadway El espectáculo se estrenó en el Teatro Imperial el 23 de octubre de 1972 y funcionó para 1944 funcionamientos antes de cerrar el 12 de junio de 1977. La película fue dirigida y coreografiada por Bob Fosse.
Elenco original: 
- Eric Berry – Charles.
- Jill Clayburgh – Catherine.
- Leland Palmer – Fastrada.
- Irene Ryan – Berthe (hasta la muerte de Ryan en abril de 1973).
- Ben Vereen – Leading Player.
- John Rubinstein – Pippin.

Clive Barnes comentó a The New York Times: «Es un conjunto común a la música rock, y debo decir que me pareció más de la música algo poco carácter ... Sin embargo, es siempre melodiosa y contiene unas cuantas baladas de rock que podrían resultar memorable». La publicidad de la producción de Broadway abrió nuevos caminos con el anuncio de televisión en primer lugar que en realidad mostró escenas de un espectáculo de Broadway. El comercial, que duró 120 segundos, mostró Ben Vereen y otros dos bailarines (Candy Brown y Sousa Pamela que estaban en el coro de la serie) en la secuencia de la danza instrumental de «Gloria». El comercial termina con el lema: «Si te gustó este momento, sólo tiene que esperar hasta que vea el otro 119 de ellos!»
Notables reemplazos Broadway incluyen: Samuel E. Wright, J. Northern Calloway y Ben Harney como protagonista, Michael Rupert y Dean Pitchford como Pippin, Betty Buckley como Catherine, Dorothy Stickney como Berthe, y Priscilla López como Fastrada.